# 61ª Brigata meccanizzata "Stepova"
La 61ª Brigata meccanizzata autonoma "Stepova" (in ucraino 61-ша окрема механізована Степова бригада?, 61-ša okrema mechanizovana Stepova bryhada, unità militare A3425) è un'unità di fanteria meccanizzata delle Forze terrestri ucraine, subordinata al Comando operativo "Sud" e con base a Čornomors'ke.

## Storia
La brigata venne costituita il 10 novembre 2015 in seguito allo scoppio della guerra del Donbass come 61ª Brigata motorizzata autonoma (in ucraino 61-ша окрема мотопіхотна бригада?, 61-ša okrema motopichotna bryhada) della riserva. Rimase di guarnigione nella città di Černihiv, svolgendo esercitazioni fra il 2017 e il 2018. Nel 2019 diversi media riportarono che la brigata aveva lasciato il Corpo di Riserva ed era stata riorganizzata come unità di fanteria jäger. In quanto buona parte del personale della brigata proveniva dall'oblast' di Žytomyr ed era equipaggiato per operare nelle foreste e nelle paludi circostanti, l'unità divenne centrale nella difesa della regione paludosa del Pryp''jat', impossibile da attraversare per una formazione meccanizzata, in coordinamento con le Forze per operazioni speciali. Era inoltre previsto che fosse dotata di un'unità di ricognizione radiologica per vigilare sulla vicina zona di esclusione di Černobyl'.
Nonostante la trasformazione dell'unità da fanteria motorizzata a fanteria leggera fosse effettivamente avvenuta, il nome della brigata non ha mai contenuto riferimenti agli jäger, termine di origine germanica usato per indicare le unità di questo tipo in servizio presso l'esercito tedesco e quello austro-ungrarico, e l'unica fonte di questa denominazione era una pagina Facebook che utilizzava impropriamente lo stemma della brigata. Nel novembre 2021, durante la crisi migratoria tra Bielorussia e Unione europea, in seguito a uno scandalo provocato da alcuni post contri i migranti pubblicati su questa pagina, il Centro per le comunicazioni strategiche (ente del Ministero della cultura e della politica dell'informazione predisposto al contrasto alle fake news) ha smentito l'esistenza di un'unità militare chiamata 61ª Brigata di fanteria jäger, dichiarando inoltre che la 61ª Brigata non aveva mai lasciato il Corpo di Riserva.

### Guerra russo-ucraina
Mobilitata in seguito all'invasione russa dell'Ucraina del 2022 e trasferita dalla riserva al Comando Operativo "Sud", a partire da luglio è stata schierata nella regione di Cherson, in particolare per coprire il fianco della penetrazione ucraina oltre il fiume Inhulec'. Nelle fasi finali della controffensiva ucraina la brigata, avanzando da Davydiv Brid e minacciando così le retrovie delle posizioni russe più a nord, ha costretto al ritiro delle unità nemiche e contribuito al rapido collasso del fronte. Si è poi ricongiunta con le brigate ucraine operanti lungo il Dnepr l'11 novembre, giorno della completa liberazione della sponda destra del fiume e della città di Cherson. Il 24 agosto 2022 le è stato ufficialmente assegnato il titolo di "Stepova" (lett. "della steppa"). A partire dal 6 dicembre è stata trasformata in brigata meccanizzata.
A gennaio 2023 è stata trasferita sul fronte di Bachmut, in particolare nei pressi della cittadina di Soledar, al fine di contrastare l'avanzata russa nella regione. Dopo la caduta di Soledar ha mantenuto la difesa della linea fortificata a nord di Bachmut con la 63ª Brigata meccanizzata e il supporto della 4ª Brigata corazzata. Successivamente è stata ritirata dal fronte, rimanendo nelle retrovie per addestrarsi ed integrare nuovi sistemi d'arma forniti dalla NATO, come il lanciarazzi multiplo RM-70 dalla Repubblica Ceca. Le sono stati assegnati due battaglioni di fucilieri reclutati presso Ternopil' e Chmel'nyc'kyj, il 35º e il 36º. All'inizio del 2024 il 36º Battaglione è stato trasferito alla 3ª Brigata corazzata, mentre il 35º è stato schierato nella regione di Charkiv al confine con la Federazione Russa. Alla fine di febbraio la brigata è stata trasferita nell'area di Avdiïvka, per rinforzare la linea di difesa ucraina a ovest del fiume Durna in seguito alla caduta della città.
All'inizio di agosto 2024 la brigata ha partecipato all'offensiva ucraina nell'oblast' di Kursk, dove il 99º Battaglione ha contribuito all'occupazione della città di Sudža. Successivamente il battaglione ha continuato ad avanzare verso est, mentre il 100º è rimasto dispiegato nei pressi del centro urbano e il 101º ha preso parte agli assalti in direzione di Korenevo insieme al 225º Battaglione d'assalto. Durante la prima metà di settembre elementi della brigata hanno supportato i combattimenti dell'80ª Brigata d'assalto aereo in direzione di L'gov. A metà ottobre, insieme a elementi della 17ª Brigata corazzata, ha respinto i contrattacchi dell'810ª Brigata fanteria di marina a sud di Sudža. All'inizio di gennaio 2025 ha nuovamente respinto un importante assalto russo presso il villaggio di Machnovka, infliggendo perdite pari ad un intero battaglione alle forze nemiche, le quali includevano truppe nordcoreane.

## Struttura
- Comando di brigata[26]
- 99º Battaglione meccanizzato
- 100º Battaglione meccanizzato
- 101º Battaglione meccanizzato (unità militare A0372)
- 20º Battaglione fucilieri (Čerkasy, unità militare A7104)[27]
- 35º Battaglione fucilieri (Ternopil', unità militare А4048)[28]
- Battaglione corazzato (T-72EA)
- Battaglione sistemi senza pilota "Legion"
- Gruppo d'artiglieria
  - Batteria acquisizione obiettivi
  - Battaglione artiglieria semovente (M109L)
  - Battaglione artiglieria semovente (2S1 Gvozdika e 2S3 Akatsiya)
  - Battaglione artiglieria lanciarazzi (RM-70)
  - Battaglione artiglieria controcarri (MT-12 Rapira)
- Battaglione artiglieria missilistica contraerei (9K35 Strela-10)
- Battaglione genio
- Battaglione manutenzione
- Battaglione logistico
- Compagnia ricognizione
- Compagnia cecchini
- Compagnia guerra elettronica
- Compagnia comunicazioni
- Compagnia radar
- Compagnia difesa NBC
- Compagnia medica

## Simboli
Lo stemma della brigata raffigura un serpente d'argento su fondo verde, che rappresenta l'esperienza e la vigilanza, oltre che la protezione e la prontezza nel rispondere a un attacco improvviso. L'animale richiama inoltre il titolo onorifico dell'unità, a sua volta un omaggio alla Divisione della Steppa, una formazione dell'esercito della Repubblica Popolare Ucraina attiva nel 1920-21 formata da contadini ribellatisi all'occupazione bolscevica.

## Comandanti
- Colonnello Serhij Moskalenko (2022 - 2023)[30]
- Colonnello Dmytro Ustilko (2023 - marzo 2024)[31]
- Colonnello Andrij Fedičev (marzo 2024 - in carica)[32]